# Cori (Mondkrater)
Cori ist ein Einschlagkrater auf der Mondrückseite.
Cori liegt im Süden der erdabgewandten Seite, nordwestlich des größeren Kraters Minkowski, auf halbem Wege zwischen Stoney und Grissom. In der Nähe schließt sich in südlicher Richtung Baldet an.
Zwischen dem Kraterwall und dem relativ ebenen Kraterboden beträgt der Höhenunterschied zirka 3,67 km. Im Norden und im Osten ist der nahezu kreisrunde Wall von späteren, kleineren Einschlägen getroffen. Die Entstehungszeit von Cori wird der nektarischen Periode zugerechnet.

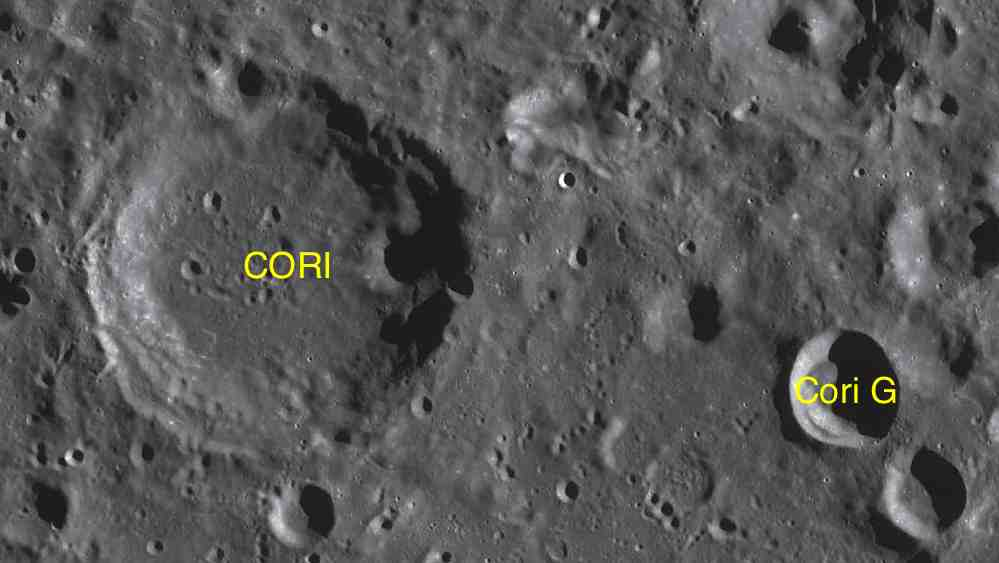
Cori mit seinem Nebenkrater

Cori hat einen mit G bezeichneten Nebenkrater:
| Buchstabe | Position            | Durchmesser | Link |
| --------- | ------------------- | ----------- | ---- |
| G         | 50,98° S, 147,87° W | 21 km       |      |

Der Krater wurde 1979 von der IAU offiziell nach der österreichisch-US-amerikanischen Biochemikerin Gerty Cori benannt. Der Venuskrater Cori ist ebenfalls nach ihr benannt.